# بییاردمپاردو
بییاردُمپاردو (به اسپانیایی: Villardompardo) یکی از دهستان‌های استان خائن در کشور اسپانیا است. این شهر با مساحت ۱۷ کیلومتر مربع، ۱۱۰۱ تن جمعیت دارد.